# Mogyoród
Mogyoród – miejscowość na Węgrzech, w komitacie Pest. Jest położona kilka kilometrów na północ od Budapesztu przy autostradzie M3. W I 2011 roku miejscowość zamieszkiwało 6264 osoby, a jej powierzchnia wyniosła 34,48 km².
W Mogyoródzie znajduje się tor Hungaroring, na którym od 1986 roku rozgrywany jest wyścig o Grand Prix Węgier Formuły 1.